# SEAT Music Awards 2019
La tredicesima edizione dei SEAT Music Awards si è svolta il 5 e il 6 giugno 2019 all'Arena di Verona con la conduzione di Carlo Conti e Vanessa Incontrada. La prima serata è andata in onda in diretta il 5 giugno 2019 sia dall'emittente TV Rai 1 che dalla radio Radio Italia. La puntata del 6 giugno è stata registrata il 4 giugno 2019 e andata in onda attraverso le stesse emittenti il 6 giugno. Il 23 giugno 2019 è andato in onda lo speciale Seat Music Awards Again, che ha riproposto i momenti migliori delle due serate precedenti con alcuni momenti inediti.
Dopo l'abbandono dello sponsor Wind, l'evento era stato inizialmente ufficializzato con il nome Music Awards. A fine maggio 2019 è stato ufficializzato che il nuovo sponsor sarebbe stato SEAT, che diventa anche il title sponsor dell'evento. Cambia anche il partner radiofonico che in quest'edizione è Radio Italia in sostituzione a RTL 102.5.

## Prima serata

### Esibizioni
Le esibizioni sono elencate in ordine di apparizione sul palco.
- Francesco De Gregori con Gnu Quartet e Gaga Simphony Orchestra - La donna cannone
- Salmo - 90min / Il cielo nella stanza
- J-AX - Ostia Lido
- Irama - Arrogante
- Ermal Meta - Ercole
- Laura Pausini e Biagio Antonacci - Un'emergenza d'amore / Liberatemi
- Ligabue - Polvere di stelle
- Ligabue - medley di Piccola stella senza cielo / Happy Hour / Tra palco e realtà / Urlando contro il cielo
- Marco Mengoni - Muhammad Ali e medley di Hola / Guerriero / Voglio / Io ti aspetto
- Ultimo - Rondini al guinzaglio
- Claudio Baglioni - Con voi e La vita è adesso
- Alessandra Amoroso - medley di Immobile (acapella) / Amore puro / Comunque andare / La stessa e Forza e coraggio
- Laura Pausini e Biagio Antonacci - In questa nostra casa nuova
- Elisa - Se piovesse il tuo nome
- Antonello Venditti - Sotto il segno dei pesci
- Mahmood con Maikel Delacalle - Soldi
- Thegiornalisti - Maradona y Pelé e Felicità puttana
- Pio e Amedeo - Non c'hai una lira
- Elisa con Carl Brave - Vivere tutte le vite
- Måneskin - L'altra dimensione
- Carmen Pierri - Verso il mare
- Gigi D'Alessio e Gué Pequeno - Quanto amore si dà
- Gué Pequeno - Bling Bling
- Roberto Vecchioni - Formidabili quegli anni

### Premi
Album
- Playlist - Salmo
- Plume - Irama
- Giovani - Irama
- Start - Ligabue
- Atlantico - Marco Mengoni
- Colpa delle favole - Ultimo
- 10 - Alessandra Amoroso
- Diari aperti - Elisa
- Gioventù bruciata - Mahmood
- Love - Thegiornalisti
- Il ballo della vita - Måneskin
- Sinatra - Gué Pequeno
- L'infinito - Roberto Vecchioni

Singolo
- Il cielo nella stanza - Salmo
- 90min - Salmo
- Nera - Irama
- Hola (I Say) - Marco Mengoni
- I tuoi particolari - Ultimo
- Se piovesse il tuo nome - Elisa
- Soldi - Mahmood
- Felicità puttana - Thegiornalisti
- Torna a casa - Måneskin
- Pablo - Sfera Ebbasta
- Peace & Love - Sfera Ebbasta

Live
- Salmo
- J-Ax
- Irama
- Ermal Meta
- Marco Mengoni
- Ultimo
- Claudio Baglioni
- Alessandra Amoroso
- Laura Pausini
- Biagio Antonacci
- Elisa
- Antonello Venditti
- Thegiornalisti
- Måneskin
- Sfera Ebbasta

Premi speciali
- Premio PMI - Ultimo
- Premio SIAE - Ultimo
- Premio SIAE - Claudio Baglioni
- Premio Arena di Verona - Claudio Baglioni
- Premio EarOne - Thegiornalisti
- Premio FIMI - Sfera Ebbasta
- Premio AFI - Roberto Vecchioni

## Seconda serata

### Esibizioni
Le esibizioni sono elencate in ordine di apparizione sul palco.
- Lo Stato Sociale con Arisa e Myss Keta - DJ di m**
- Annalisa - Avocado toast
- Fabrizio Moro - Ho bisogno di credere
- Enrico Nigiotti - Notturna
- Benji & Fede - Dove e quando
- Paola Turci - Viva da morire
- Francesco Renga - Prima o poi
- Raf e Umberto Tozzi - Il battito animale / Tu / Gloria / Infinito
- Modà - Sono già solo / Gioia / La notte
- Il Volo - A chi mi dice
- Nek - La storia del mondo
- Mika - Ice Cream
- Boomdabash con Alessandra Amoroso - Mambo salentino
- Boomdabash - Per un milione
- Loredana Bertè - Tequila e San Miguel
- Fiorella Mannoia - Il senso
- Fiorella Mannoia e Ron - Cara
- Francesco Gabbani - È un'altra cosa
- Takagi & Ketra con Giusy Ferreri - Jambo
- Mika - Relax, Take It Easy
- Gino Paoli - Una lunga storia d’amore
- Achille Lauro - 1969 / Rolls Royce
- Noemi - Domani è un altro giorno
- Alberto Urso - Accanto a te
- Baby K - Da zero a cento / Playa
- Negrita - Andalusia
- The Kolors con Elodie - Pensare male
- Anna Tatangelo - Tutto ciò che serve
- Levante - Andrà tutto bene
- Gazzelle - Punk

### Premi
Singolo
- Per un milione - Boomdabash
- Non ti dico no - Boomdabash e Loredana Bertè
- Amore e capoeira - Takagi & Ketra con Giusy Ferreri e Sean Kingston
- Da zero a cento - Baby K

Live
- Fabrizio Moro
- Fiorella Mannoia
- Gazzelle

Premi speciali
- Premio per il disco Raf Tozzi - Raf e Umberto Tozzi
- Premio SEAT - Boomdabash
- Premio alla carriera - Gino Paoli

Vincitori citati ma non presenti
- Andrea Bocelli
- Calcutta
- Caparezza
- Coez
- Cesare Cremonini
- Emma
- Fedez
- Ghali
- Giorgia
- Jovanotti
- Mina
- Negramaro
- Valerio Scanu
- Eros Ramazzotti
- Subsonica
- Vasco Rossi

## Seat Music Awards Again

### Esibizioni
- Laura Pausini e Biagio Antonacci - In questa nostra casa nuova
- Cristina D'Avena - medley di Doraemon / Memole dolce Memole / Robin Hood /  Rossana / Canzone dei Puffi
- Marco Mengoni - Muhammad Ali
- Rkomi e Elisa - Blu
- Luciano Ligabue - medley di Piccola stella senza cielo / Happy Hour / Tra palco e realtà / Urlando contro il cielo
- Fabrizio Moro e Anastasio - Figli di nessuno (amianto)
- Anastasio - La fine del mondo
- Alessandra Amoroso medley di Immobile / Amore puro / Comunque andare / La stessa e Forza e coraggio
- Thegiornalisti - Maradona y Pelé
- Raf e Umberto Tozzi - Battito Animale / Tu / Gloria / Infinito
- Dark Polo Gang - Cambiare adesso
- Il Volo - A chi mi dice
- Fiorella Mannoia - Il Senso
- Gemitaiz - Lo Sai che ci Penso
- Carl Brave - Posso e Merci
- Nek - La storia del mondo
- Emis Killa - Tijuana
- Fred De Palma e Ana Mena - D'estate non vale e Una volta ancora
- Emma Muscat e Biondo - Avec moi
- Francesco Gabbani - È un'altra cosa
- Takagi & Ketra e Giusy Ferreri - Jambo
- Luchè - Torna da me
- Ernia - 68

## Ascolti
| Puntata | Data           | Telespettatori | Share  |
| ------- | -------------- | -------------- | ------ |
| 1       | 5 giugno 2019  | 3.294.000      | 16,97% |
| 2       | 6 giugno 2019  | 3.157.000      | 16,16% |
| Media   | Media          | 3.226.000      | 16,57% |
| 3       | 23 giugno 2019 | 2.562.000      | 14,50% |